# Cordillera (canción)
«Cordillera» es una canción interpretada por la banda argentina de rock Enanitos Verdes, la canción fue compuesta por Felipe Staiti junto con Natalio Feingold. Está incluido en su décimo álbum de estudio titulado Néctar (1999). Fue lanzada en el año 1999 a través de la discográfica Universal Music.

## Historia
Esta canción fue lanzado como el segundo sencillo del álbum y el decimocuarto en general de toda su discográfica, además de que está incluida en sus álbumes en vivo Tracción acústica de 1998, En vivo de 2004, Live at House of Blues, Sunset Strip de 2011Huevos revueltos de 2018 al igual que otros éxitos de la banda.

## Listas
| Listas                                     | Posición |
| ------------------------------------------ | -------- |
| Argentina (Top 100)                        | 86       |
| Estados Unidos Billboard Hot Latin Tracks  | 60       |
| Estados Unidos Billboard Latin Pop Airplay | 18       |
| México (Top 100)                           | 79       |

## Créditos
- Saxofón: Pablito Rodríguez,
- Coros adicionales: Ariel Rot, Congas, cencerro
- Pandereta: Rada